# Spät István
Spät István (Velence, 1904. január 23. – Budapest, 1976. május 22.) orvos, bőrgyógyász, venerológus, Spät András orvos, egyetemi tanár apja.

## Élete
Spät Henrik (1863–1930) körorvos és Roth Janka (1875–1963) második gyermekeként született zsidó családban. A Ciszterci Rend Székesfehérvári Katolikus Főgimnáziumának tanulója volt. Tanulmányait a Pázmány Péter Tudományegyetemen végezte, ahol 1928-ban szerezte meg orvosi oklevelét. 1928 és 1931 között a debreceni bőrklinikán, 1931–1932-ben a Pesti Izraelita Hitközség Szabolcs Utcai Kórházában dolgozott. 1932–1936-ban a Teleia Szanatóriumban működött bőrgyógyászként, illetve venerológusként. 1936-től 1947-ig magánorvos volt. A második világháború alatt a nemzetközi gettóban kapott menedéket feleségével és fiával, de így is több alkalommal próbálkoztak elhurcolásukkal. 1947-től az Országos Társadalombiztosító Intézet Gyöngyösi úti Bőr- és Nemibeteggondozó Intézetét vezette. 1953-tól az Országos Bőr és Nemibeteggondozó Intézet budapesti főorvosa volt és 1963-ig a Trefort utcai szakrendelés vezetőjeként is dolgozott. 1963-tól 1975-ig, nyugdíjazásáig a Bethlen téri Intézet főorvosa volt, de szerepet játszott a Pest megyei Bőr- Nemibeteggondozó Intézet megszervezésében is.
A Kozma utcai izraelita temetőben nyugszik (5B-7-19).
Felesége Sichermann Erzsébet (1904–1992) volt, Sichermann Sámuel és Berger Amália lánya, akit 1935. december 29-én Budapesten vett nőül. Egy fiuk született.

## Díjai, elismerései
- Munka Érdemrend ezüst fokozata (1966)